# II. Vilmos bajor herceg
II. Vilmos bajor herceg KG (Hága, 1365. április 5. – Bouchain, 1417. május 31.) I. Albert bajor herceg legidősebb fia és örököse. Apja halála után 1404-től II. Vilmos néven bajor herceg, IV. Vilmos néven Hainaut, VI. Vilmos néven Holland és V. Vilmos néven Zeeland grófja. 1417-ben kutyaharapás miatt halt meg.

## Élete

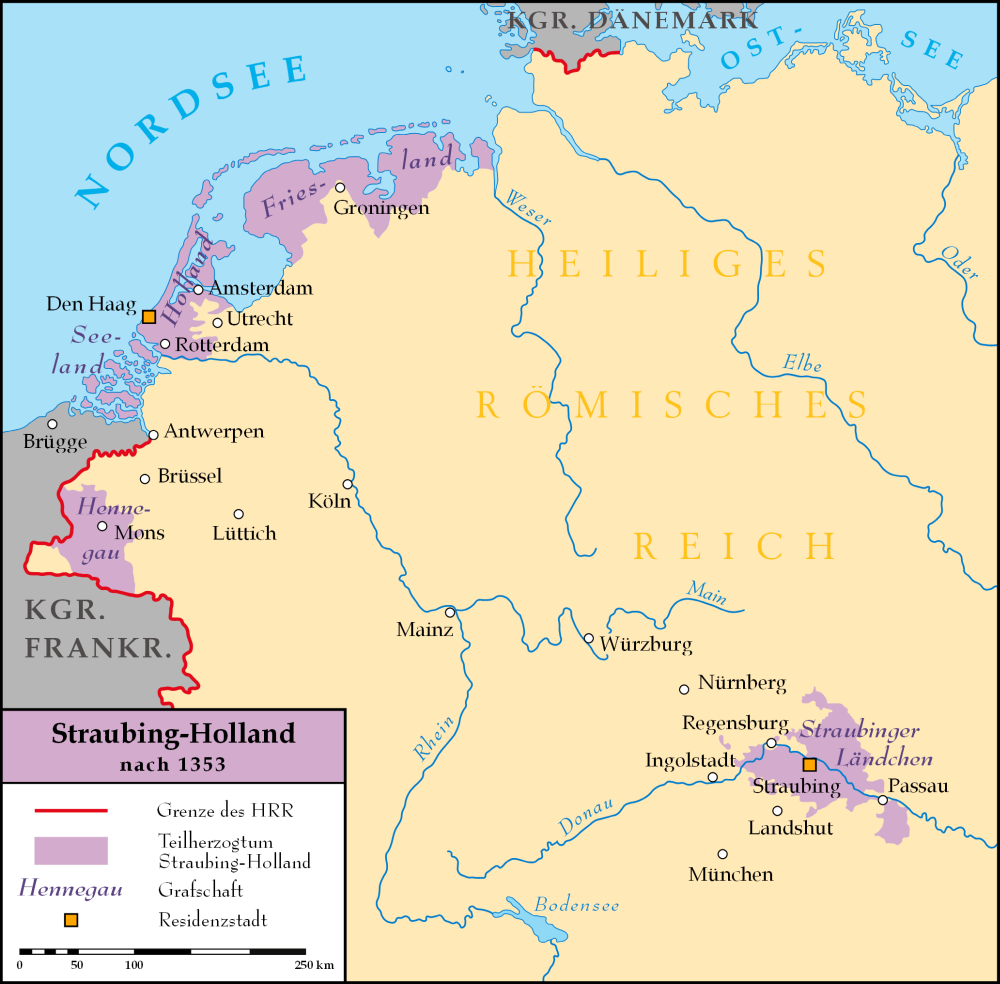
Vilmos birtokai a korabeli Európában: a lila szín jelöli Alsó-Bajorország-Straubingot, Hainaut-t, Holland és Zeeland grófságokat és Frízföldet.

Vilmos 1365-ben született apja, I. Albert bajor herceg és első felesége, Briegi Margit házasságából. Apja életében az Ostrevant grófja címet viselte. Vilmos már fiatalkorában kitüntette magát harci képességeivel és a lovagi tornákon való részvételével. V. Károly francia király oldalán részt vett a százéves háború harcaiban is. Részt vett a Német Lovagrend egyik hadjáratában, amelyet a Balti-térségbe vezettek. Visszatérése után Angliába utazott, ahol szintén kitüntette magát a lovagi tornákon és ezért felvették a Térdszalagrendbe.
1392-ben apja támogatói, a "Horgok" párt összeesküvést szőtt apja szeretője, Aleid van Poelgeest eltávolítására, aki a rivális párt, a "Tőkehalak" tagja volt. Aleidet 1392-ben Hágában meggyilkolták, ami után Albert leszámolt a "Horgok" párttal. Mivel Vilmos is érintett volt az összeesküvésben, illetve a Horgok a támogatóinak számítottak, egy időre a francia udvarban húzta meg magát. 1394-ben kibékült apjával, és 1402-ben visszatérhetett, miután beleegyezett, hogy hadjáratot vezet Frízföldre. 1404-ben annak minden címét örökölte.
1408-ban II. János burgundi herceggel és VII. Lajos bajor herceggel együtt öccse, János liège-i püspök segítségére sietett, aki ellen felkelés tört ki a városban. A hercegek együttes serege 1408. szeptember 12-én vereséget mért a felkelőkre, a rákövetkező megtorlás miatt kapta János a könyörtelen nevet.
Vilmos uralkodása alatt harcok dúltak a Holland Grófság területén – Arkel ura, János összeveszett Albert gróffal és 1401–1412 között Vilmos ellenségeit támogatta. A háború 1412-ben János vereségével és fogságával ért véget, bár fia, Vilmos 1417-ben még egy sikertelen felkelést indított Vilmos ellen.
Vilmos is folytatta a Frízföld megszerzésére irányuló kísérleteket és hadjáratokat indított a frízek ellen, de nem sok sikerrel járt: 1414-ben a frízek visszafoglalták Stavorent, amelynek elfoglalására még dédapja, I. Vilmos hainaut-i gróf tett kíséretet.
Mivel csak egyetlen törvényes gyermeke – Jacqueline – született feleségétől, halála előtt kísérletet tett arra, hogy a grófságok nemességét hűségesküvel kösse lányához. Halála után azonban háború tört ki Jacqueline és öccse, János között, amelynek eredményeként végül Hainaut, Holland és Zeeland grófságok a Burgundi Hercegség uralma alá kerültek.

## Családja
1373-ban eljegyezték V. Károly francia király és felesége, Bourbon Johanna lányával, Marie de France hercegnővel (1370–1377), de házasságra nem került sor a menyasszony korai halála miatt. 1385-ben feleségül vette Margit burgundi hercegnőt, II. Fülöp burgundi herceg és III. Margit flamand grófnő lányát. Házasságukból egy gyermek született:
- Jacqueline v. Jakoba (kb. 1401–1436), aki apja halála után örökölte annak címeit, de nagybátyja, János háborút kezdett ellene. Első férje Jean de France (1398–1417), VI. Károly francia király fia. Első férje halála[3] után 1418-ban feleségül ment IV. János brabanti herceghez (1403–1427), akitől segítséget remélt a nagybátyja elleni harchoz. Miután ez nem sikerült, Jacqueline Angliába menekült, ahol 1423 körül – feltehetőleg törvénytelenül – feleségül ment Humphrey gloucesteri herceghez, IV. Henrik angol király és Mary de Bohun legkisebb fiához, de házasságukat V. Márton pápa 1428-ban törvénytelennek nyilvánította. Jacqueline visszatért a kontinensre, ahol 1434-ben feleségül ment korábbi ellenségéhez, Frank van Borselenhez, Ostervant grófjához. Egyik házasságából sem született gyermeke. Halála után Hainaut és Holland a burgundi hercegek fennhatósága alá került.

## Fordítás
- Ez a szócikk részben vagy egészben  a   William II, Duke of Bavaria című angol Wikipédia-szócikk ezen változatának fordításán alapul.  Az eredeti cikk szerkesztőit annak laptörténete sorolja fel. Ez a jelzés csupán a megfogalmazás eredetét és a szerzői jogokat jelzi, nem szolgál a cikkben szereplő információk forrásmegjelöléseként.